# Station Góra Pomorska
Station Góra Pomorska is een spoorwegstation bij de Poolse plaats Zamostne.